# 卡塞罗斯 (巴西)
卡塞罗斯是巴西南大河州的一个市镇。总面积235.679平方公里，总人口2989人，人口密度12.7人/平方公里。